# Lo La Chapelle
Eloi „Lo” Hubert La Chapelle (ur. 22 czerwca 1888 w Bogorze, zm. 23 lipca 1966) – piłkarz holenderski grający na pozycji bramkarza. W swojej karierze rozegrał 1 mecz w reprezentacji Holandii.

## Kariera klubowa
W swojej karierze piłkarskiej La Chapelle grał w klubie HVV Den Haag. W sezonie 1906/1907 wywalczył z nim mistrzostwo Holandii.

## Kariera reprezentacyjna
W reprezentacji Holandii La Chapelle zadebiutował 21 grudnia 1907 roku w przegranym 2:12 towarzyskim meczu z Anglią, rozegranym w Darlington. Był to jego jedyny mecz w kadrze narodowej. W 1908 roku na Igrzyskach Olimpijskich w Londynie zdobył brązowy medal.